# Caius Welcker
Jan Herman „Caius” Welcker (ur. 9 lipca 1885 w Alkmaarze, zm. 13 lutego 1939 w Schiedam) – piłkarz holenderski grający na pozycji napastnika. W swojej karierze rozegrał 17 meczów i strzelił 5 goli w reprezentacji Holandii.

## Kariera klubowa
W swojej karierze piłkarskiej Welcker grał w klubie Quick Den Haag. W sezonie 1907/1908 wywalczył z nim mistrzostwo Holandii, a w sezonie 1910/1911 zdobył z nim Puchar Holandii.

## Kariera reprezentacyjna
W reprezentacji Holandii Welcker zadebiutował 21 grudnia 1907 roku w przegranym 2:12 towarzyskim meczu z Anglią, rozegranym w Darlington. W 1908 roku był w kadrze Holandii na igrzyska olimpijskie w Londynie. Na tych igrzyskach zdobył brązowy medal. Od 1907 do 1911 roku rozegrał w kadrze narodowej 17 meczów i zdobył 5 bramek.